# 荷電半径
荷電半径（かでんはんけい）とは、原子核の電荷の分布の平均半径のことである。核子には陽子と中性子があるが、中性子は電荷を帯びていないため、荷電半径は陽子の平均分布半径とほぼ一致する。荷電半径の語は陽子の分布の大きさを表すのにも使われる。